# Schorfheide (kommune)
 For alternative betydninger, se Schorfheide (flertydig). (Se også artikler, som begynder med Schorfheide)
Schorfheide  er en by i landkreis Barnim med 9999 indbyggere i Brandenburg, Tyskland. Den blev etableret i 2003 ved sammenlægningen af Finowfurt og Groß Schönebeck. Den er med et areal på 238 km² den arealmæssigt største kommune Landkreis Barnim.
Schorfheide omfatter endvidere landsbyerne Altenhof, Böhmerheide, Eichhorst, Klandorf, Lichterfelde, Schluft og Werbellin. Den er beliggende umiddelbart vest for landkreisens hovedstad Eberswalde og omkring 40 km nordøst for Berlin bycentrum. Store dele tilhører Schorfheide-Chorin biosfærereservat.

## Historie
Fra 1815 til 1947 var Finowfurt og Groß Schönebeck en del af den preussiske provins Brandenburg, fra 1947 til 1952 i delstaten Brandenburg, fra 1952 til 1990 af Østtysk Bezirk Frankfurt og siden 1990 igen af Brandenburg, siden 2003 forenet som Schorfheide kommune.